# 森林公园南门站

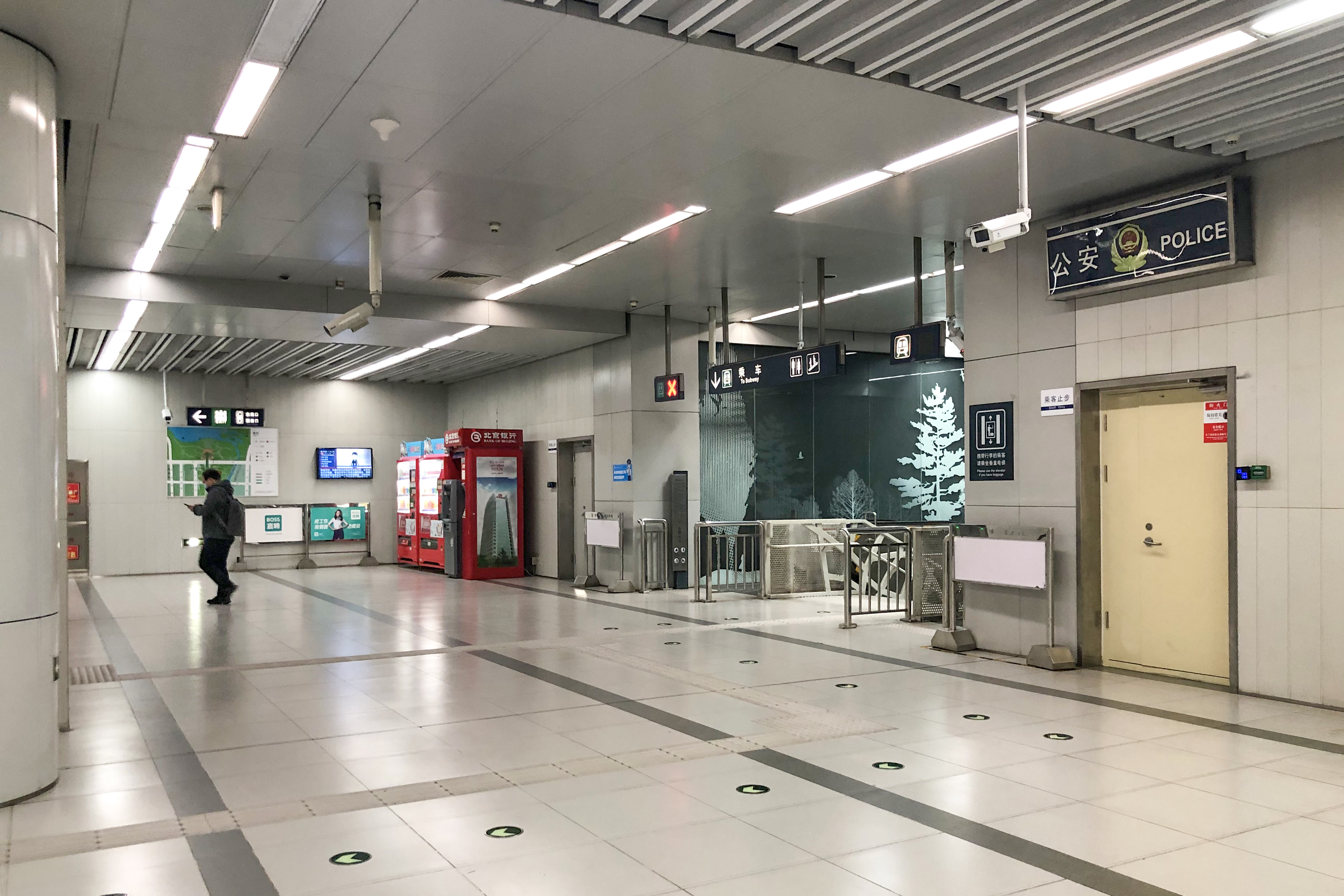
森林公园南门站南站厅（2021年3月摄）

森林公园南门站是北京地铁8号线上的一座车站，位于北京市朝阳区奥运村街道科荟路、景观大道交叉口。

## 车站构造
车站跨科荟路南北向设置，是一座有两个站厅的地下端厅车站，南端是地下两层，北端是地下三层，站台采用岛式站台设计。
由于在奥林匹克森林公园外，车站内采用森林作为装饰的主题，站台的立柱装饰作树干，而站台顶棚装饰为枝叶。屏蔽门和站厅也有森林图案的装饰。
此外，本站月台北端设有一组双存车线。
| 地面层          | 街道                          | A-D出入口                        |
| 地下一层 站厅层 | 站厅                          | 客务中心、自动售票机、进出站闸机 |
| 地下二层 站台层 |                               | █ 8号线往朱辛庄（林萃桥）        |
| 地下二层 站台层 | 岛式站台，左側開门            |                                  |
| 地下二层 站台层 | █ 8号线往瀛海（奥林匹克公园） |                                  |

## 出口
车站设4个出入口，科荟路南北各两个。北侧两个出入口在森林公园南门广场上，南侧出入口位于中轴广场两侧。
|                             |                  |                                      |            |        |
| 编号                        | 建议前往的目的地 | 图片                                 | 无障碍设施 |        |
| 出口 · A                    |                  | 奥林匹克森林公园                     |            | 不適用 |
| 出口 · B · 轮椅升降台标志   |                  | 奥林匹克森林公园                     |            |        |
| 出口 · C                    | 科荟路           | 中国科学技术馆                       |            | 不適用 |
| 出口 · D · 升降机标志       | 科荟路           | 北京奥林匹克塔、亚洲基础设施投资银行 |            |        |
| 註： 設有 \| 設有輪椅升降台 |                  |                                      |            |        |